# Discographie de Ringo Starr
La discographie de Ringo Starr comprend tous les albums publiés par l'ex-batteur des Beatles depuis la séparation du groupe en 1970. Le total comprend ainsi 27 albums et 26 singles. Depuis 1970, Ringo Starr a publié 16 albums studio, avec une longue pause entre 1983 et 1992. Ses quatre premiers albums ont connu un succès critique et commercial, notamment Ringo, son plus grand succès, qui réunit en 1973 les quatre anciens Beatles. Dans les années qui suivent, il connaît une irrémédiable chute dans les classements (dont il disparaît pendant de longues périodes), et plusieurs gros échecs d'un point de vue de la critique.
À ces albums en studio s'ajoutent onze albums live, principalement enregistrés avec le All-Starr Band, depuis 1990. Aucun n'a connu de grand succès commercial. De même, les cinq compilations publiées depuis 1975 n'ont connu qu'un accueil mitigé. Ringo Starr a également tenu en 1977 le rôle-titre d'un conte musical, Scouse the Mouse, qui n'a jamais été réédité et est devenu collector.
Enfin, le musicien a publié 26 singles. S'il a occupé plusieurs fois les top 10 des deux côtés de l'Atlantique en particulier avec It Don't Come Easy et Photograph, il a, à partir de 1975, connu une grande descente dans les classements pour en disparaître presque totalement.

## Albums

### Albums studio

Les quatre Beatles ont été réunis pour la première fois après leur séparation sur l'album Ringo en 1973.

Avec Sentimental Journey en mars 1970, Ringo Starr est le premier des ex-Beatles à publier un album studio qui ne soit pas expérimental ou une bande son. Il s'agit en effet d'un album de reprises de chansons des années 1920 à 1950, qui, malgré un accueil critique mitigé, le mena assez haut dans les classements. Quelques mois plus tard, il sort un album de musique country, Beaucoups of Blues, plus apprécié par la critique, mais nettement moins populaire dans les classements. Ce manque de succès pousse le batteur à se tourner vers des productions plus conventionnelles.
Le premier véritable album pop rock de Ringo Starr est sobrement intitulé Ringo, en 1973. Notoire pour avoir réuni pour la première fois les quatre Beatles (bien qu'ils n'interprètent aucune chanson tous ensemble), il est également considéré par la critique comme ce que le batteur a fait de mieux. Le public est de cet avis puisque, porté par le single Photograph, elle atteint les top 10 des deux côtés de l'Atlantique et est son plus grand succès commercial. L'année suivante, il tente de réitérer son exploit avec Goodnight Vienna, qui réunit à nouveau un grand nombre de musiciens de renom de l'époque. Il n'obtient cependant, parmi ses camarades ex-Beatles, que l'aide de John Lennon, et l'album est, de façon générale, accueilli plus froidement par la critique. Si l'album atteint les top 30 des deux côtés de l'Atlantique, il marque toutefois le début d'une irrémédiable descente dans les classements. Deux ans plus tard, avec Ringo's Rotogravure, il tente à nouveau d'utiliser la recette qui a fait son succès, et fait encore appel à ses trois anciens partenaires, ainsi qu'à une trentaine de musiciens de renom. Mal accueilli par la critique, l'album n'entre pas dans les charts britanniques, et marque la dernière entrée du batteur dans le top 30 américain. C'est le début d'une grande baisse de popularité pour Ringo Starr.
En 1977, le musicien tente d'amorcer un virage avec un nouvel album pour lequel il ne sollicite l'aide d'aucun de ses prestigieux amis. Ringo the 4th, dont le titre indique que l'auteur ne considère pas ses deux premiers albums comme des albums à part entière, est particulièrement peu apprécié par la critique. Le public le fuit également, puisqu'il ne parvient qu'à la 162e place des classements américains. L'année suivante marque un nouvel échec cuisant avec Bad Boy, album principalement composé de reprises et majoritairement ignoré par la critique. Avec un pic à la 129e place aux États-Unis, l'album entérine la perte de popularité du musicien, qui est par ailleurs lâché par ses maisons de disques. Trois ans plus tard, il tente un retour à ce qui avait fait le succès de Ringo, en en appelant à ses trois anciens partenaires. L'assassinat de John Lennon en 1980 altère cependant le résultat final, qui bénéficie tout de même d'un accueil critique meilleur que les opus précédents. Avec une pourtant très modeste 98e place dans les classements américains, Ringo Starr obtient ici son meilleur classement pour une longue période,. En 1983, en effet, il publie avec de grandes difficultés (notamment pour trouver un label), Old Wave, qui ne bénéficie de quasiment aucune promotion et, par conséquent, de peu de critiques. Il ne parvient pas à entrer dans les charts, où que ce soit, d'autant qu'il ne trouve de distributeur ni au Royaume-Uni, ni aux États-Unis. Si l'album est rétrospectivement réhabilité par une partie des critiques qui lui trouvent un certain charme, il n'en marque pas moins le début d'une période très sombre pour Ringo Starr qui sombre dans la dépression et dans l'alcoolisme pour près d'une décennie.
En 1992, dans la foulée de son retour sur scène avec le All-Starr Band, Ringo Starr retourne en studio pour publier Time Takes Time, avec le label Private Music (c'est son seul album sous ce label), qui est le seul à l'avoir accepté. Malgré un accueil critique assez positif et une bonne promotion, l'album n'entre pas dans les charts. En 1998, après une pause marquée notamment par le projet Anthology avec les autres Beatles, le batteur revient avec un nouvel album travaillé de concert avec son nouveau partenaire de travail, Mark Hudson. Vertical Man, paru sous le label Mercury, connaît un accueil critique assez positif, et réussit à entrer modestement dans les charts des deux côtés de l'Atlantique. L'année suivante, Ringo Starr travaille avec son nouveau partenaire à un album de chansons de Noël, I Wanna Be Santa Claus. Dernier de ses albums publiés chez Mercury, il fait l'objet d'une promotion quasi inexistante, et n'entre pas dans les charts.
En 2003, Ringo Starr signe chez Koch Records et, toujours avec Mark Hudson et une équipe de musiciens dont il est proche, il publie Ringo Rama. Les critiques se montrent assez partagées à son sujet, mais le disque n'atteint que la 113e place dans les classements américains. Deux ans plus tard, la même équipe produit Choose Love, dont l'accueil critique est meilleur, mais qui n'entre dans aucun classement. La collaboration avec Mark Hudson prend fin au cours de la préparation de l'album Liverpool 8, tandis que le batteur prend pour nouveau partenaire d'écriture Dave Stewart. L'album est, cette fois-ci, publié par EMI, et bénéficie d'une meilleure promotion, notamment parce que Liverpool est en 2008, année de sa sortie, capitale européenne de la culture. Le disque entre, des deux côtés de l'Atlantique, dans les top 100, sans pour autant être un grand succès commercial.
En 2010, Ringo Starr renoue avec un grand succès critique avec Y Not, qu'il produit lui-même. Toutes les chansons sont cosignées par le batteur, qui invite ici plusieurs de ses amis, notamment Paul McCartney qui chante un des morceaux avec lui. Le disque est édité par Hip-O Records et Universal. En dépit de ce très bon accueil critique, l'album ne rencontre pas son public : il n'entre pas dans les classements britanniques, et atteint seulement la 58e place des charts aux États-Unis. Quatre autres albums seront publiés par le batteur durant cette décennie.
En 2025, il sort un second album country, produit et écrit par T-Bone Burnett, qui atteint rapidement la première position du palmarès country en Angleterre.
| Année | Album                    | Classements britanniques | Classements américains |
| ----- | ------------------------ | ------------------------ | ---------------------- |
| 1970  | Sentimental Journey      | no 7                     | no 22                  |
| 1970  | Beaucoups of Blues       | —                        | no 65                  |
| 1973  | Ringo                    | no 7                     | no 2                   |
| 1974  | Goodnight Vienna         | no 30                    | no 8                   |
| 1976  | Ringo's Rotogravure      | —                        | no 28                  |
| 1977  | Ringo the 4th            | —                        | no 162                 |
| 1978  | Bad Boy                  | —                        | no 129                 |
| 1981  | Stop and Smell the Roses | —                        | no 98                  |
| 1983  | Old Wave                 |                          |                        |
| 1992  | Time Takes Time          | —                        | —                      |
| 1998  | Vertical Man             | no 85                    | no 61                  |
| 1999  | I Wanna Be Santa Claus   | —                        | —                      |
| 2003  | Ringo Rama               | —                        | no 113                 |
| 2005  | Choose Love              | —                        | —                      |
| 2008  | Liverpool 8              | no 91                    | no 94                  |
| 2010  | Y Not                    | —                        | no 58                  |
| 2012  | Ringo 2012               | —                        | no 80                  |
| 2015  | Postcards from Paradise  | —                        | —                      |
| 2017  | Give More Love           | —                        | no 128                 |
| 2019  | What's My Name           | no 99                    | no 127                 |
| 2025  | Look Up                  | no 1                     | no 27                  |

### Compilations
Ringo Starr a publié en solo quatre compilations. En 1975, Blast from Your Past sort au même moment où George Harrison et John Lennon sortent leurs propres compilations. Le disque contient les chansons qui ont connu un grand succès dans les classements et d'autres issues de Ringo et Goodnight Vienna. S'il n'est pas entré dans les charts britanniques, il est arrivé en trentième place des classements américains. En 1989, une nouvelle compilation est publiée aux États-Unis alors que Ringo sort de sa dépression et de son alcoolisme pour retourner sur scène. Starr Struck: Best of Ringo Starr, Vol. 2 revient ainsi sur les meilleurs titres de la période sombre du musicien, entre 1976 et 1983. Il ne parvient pas à entrer dans les charts. En 2007, une compilation plus audacieuse, revenant sur toute sa carrière, est publiée. Photograph: The Very Best of Ringo, sorti en CD et en DVD, connaît un accueil critique appréciable et atteint la 26e place des charts britanniques (son meilleur score depuis 1974), bien que ses résultats soient moindres outre-Atlantique. Enfin, en 2008, une compilation des meilleurs titres de ses deux albums précédents sort sous un format particulier, destiné aux utilisateurs de son surround. Le ciblage très précis de son public ne lui permet pas d'atteindre les charts.
À ces quatre compilations solo enregistrées en studio s'ajoute un triple album regroupant le meilleur des prestations de Ringo Starr et de son All-Starr Band, publié en 2001 sous le titre The Anthology... So Far. Malgré un accueil critique plutôt favorable, l'album n'est pas entré dans les charts.
| Année | Album                                     | Classements britanniques | Classements américains |
| ----- | ----------------------------------------- | ------------------------ | ---------------------- |
| 1975  | Blast from Your Past                      | —                        | no 30                  |
| 1989  | Starr Struck: Best of Ringo Starr, Vol. 2 |                          | —                      |
| 2001  | The Anthology... So Far                   | —                        | —                      |
| 2007  | Photograph: The Very Best of Ringo        | no 26                    | no 130                 |
| 2008  | Ringo 5.1: The Surround Sound Collection  | —                        | —                      |

### Albums live

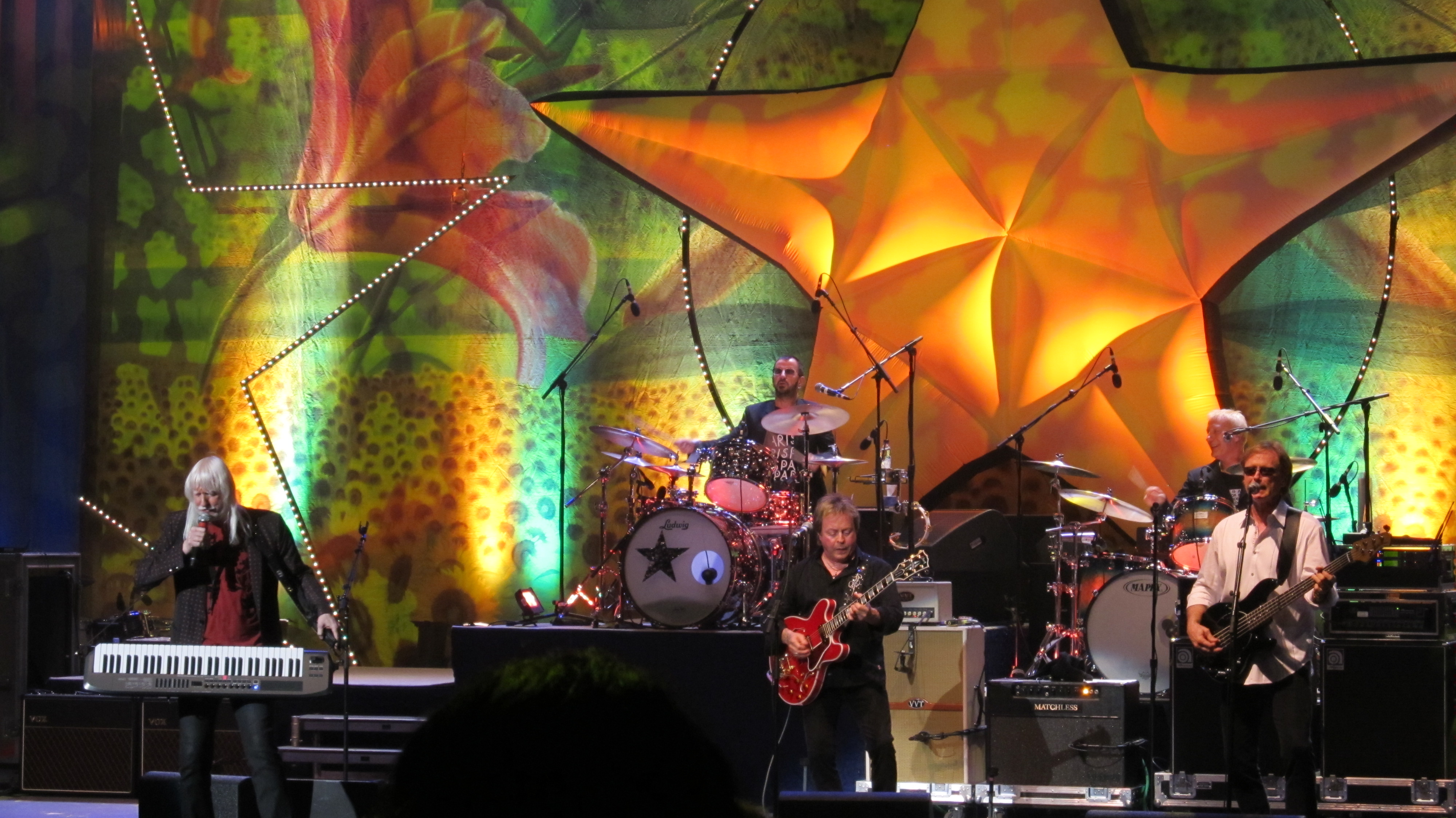
La plupart des albums live de Ringo Starr ont été enregistrés avec le All-Starr Band dans les années 1990 et 2000.

Jusqu'à la fin des années 1980, Ringo Starr a particulièrement limité ses apparitions en public, à l'exception d'une participation au Concert for Bangladesh de George Harrison. En 1989, le producteur David Fishof lui propose de partir en tournée avec un groupe formé d'autres célébrités dont il serait le meneur, le All-Starr Band. La formule séduit le batteur, qui apprécie de céder la place d'honneur à d'autres artistes durant les concerts ; de fait, de nombreuses prestations sont enregistrées et arrivent sur CD. De Ringo Starr and His All-Starr Band en 1990 à Live at the Greek Theatre 2008 en 2010, ce sont ainsi neuf albums qui sont publiés. Parmi ceux-ci, l'album King Biscuit Flower Hour Presents Ringo and His New All-Starr Band avec entre autres Roger Hodgson, Ian Hunter et Greg Lake, donne lieu à de ressorties sous formes différentes : Extended Versions (avec des chansons inédites refusées pour le premier), et  Ringo Starr and Friends (avec un ordre différent). La grande cadence de publication des albums du All-Star Band on rapidement lassé le public, empêchant ces disques d'entrer dans les charts. La critique, également marquée par cette lassitude, a généralement peu prêté attention à ces albums.
Ringo Starr a plusieurs fois expliqué qu'il préférait tourner avec un groupe tel que le All-Star Band : « Je n'ai jamais vraiment envie de passer deux heures où je suis le seul. J'aime le mélange des All-Starrs parce que c'est vraiment sympa. Je descends sur le front et fais des choses divertissantes, puis je retourne derrière mes fûts. » La batteur a cependant publié deux albums live sans son groupe. Le premier, VH1 Storytellers, est tiré d'une prestation télévisée avec le groupe de Mark Hudson, qui l'accompagnait alors en studio. En 2007, un autre album live est publié avec le même groupe, à partir d'un concert de promotion datant de 2005. Aucun de ces albums n'est entré dans les charts.
| Année | Album                                                              |
| ----- | ------------------------------------------------------------------ |
| 1990  | Ringo Starr and His All-Starr Band                                 |
| 1993  | Ringo Starr and His All Starr Band Volume 2: Live From Montreux    |
| 1997  | Ringo Starr and His Third All-Starr Band-Volume 1                  |
| 1998  | VH1 Storytellers                                                   |
| 2002  | King Biscuit Flower Hour Presents Ringo and His New All-Starr Band |
| 2003  | Extended Versions                                                  |
| 2004  | Tour 2003                                                          |
| 2006  | Ringo Starr and Friends                                            |
| 2007  | Ringo Starr: Live at Soundstage                                    |
| 2008  | Ringo Starr and His All Starr Band Live 2006                       |
| 2010  | Live at the Greek Theatre 2008                                     |
| 2022  | Live at the Greek Theatre 2019                                     |

### Album pour enfants
En 1977, et pour signer son troisième et dernier album chez Polydor, Ringo Starr participe en tête d'affiche à un conte musical, Scouse the Mouse. Cette histoire de Donald Pleasence devait également faire l'objet d'une adaptation télévisée avortée à cause d'une grève à la BBC. L'ancien batteur des Beatles y interprète Scouse, une souris qui réussit à traverser l'Atlantique et à y devenir chanteur à succès. Il interprète sept des chansons du disque, et participe également aux dialogues. S'il est bien travaillé, le disque n'est pas destiné à un grand public. Il ne sort qu'au Royaume-Uni, et n'est jamais publié sur CD ; cette rareté en a fait un des collectors les plus recherchés en ce qui concerne les Beatles, et son prix a très rapidement augmenté.
| Année                            | Album            |
| -------------------------------- | ---------------- |
| 1977 (uniquement au Royaume-Uni) | Scouse the Mouse |

## Singles

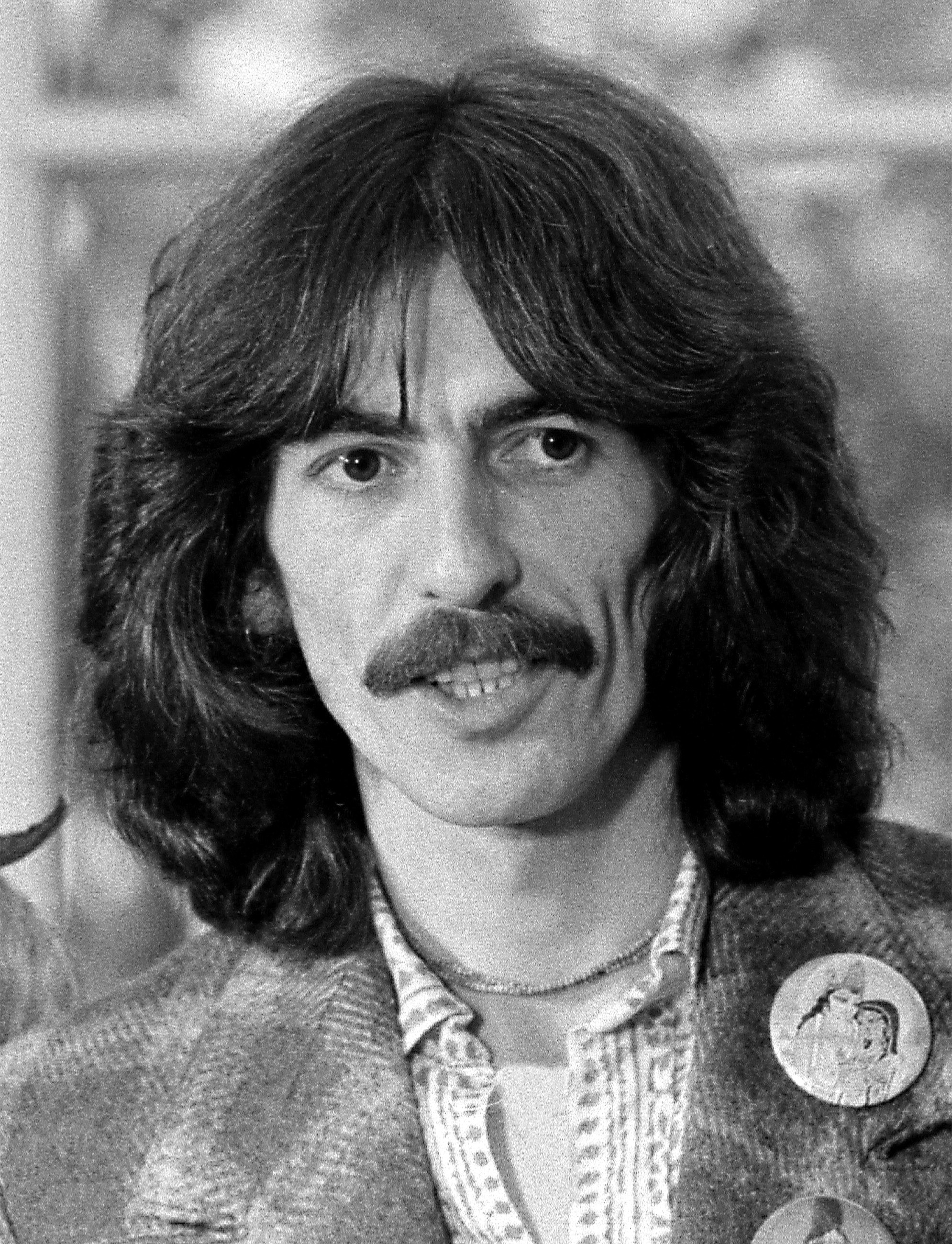
Les plus grands succès de Ringo Starr en single ont été coécrits par George Harrison au début des années 1970.

Le tout premier single de Ringo Starr paraît uniquement aux États-Unis : il s'agit de la chanson titre de son deuxième album, Beaucoups of Blues, qui ne connaît qu'un succès limité. L'année suivante, il entre dans les top 5 des deux côtés de l'Atlantique avec It Don't Come Easy, composée avec George Harrison. L'année suivante, Back Off Boogaloo atteint la deuxième place au Royaume-Uni, avec le même George Harrison pour producteur. En 1973, le batteur des Beatles touche deux fois le sommet du Billboard Hot 100 avec Photograph et You're Sixteen, issues de son album Ringo. Une troisième chanson de l'album, Oh My My, atteint la 5e place des charts aux États-Unis. En 1974, il obtient encore une place dans le top 10 américain avec une reprise de Only You (And You Alone), puis une troisième place dans le même classement avec No No Song.
Les années suivant 1975 voient en revanche rapidement Ringo Starr quitter définitivement le sommet des charts. Après cette date, il n'apparaît en effet que deux fois dans les classements américains, sans dépasser la 26e place. Il ne fait également que deux nouvelles apparitions dans les charts britanniques, en 1992 et 2008, sans dépasser la 74e place.
| Année | Single                               | Classements britanniques | Classements américains |
| ----- | ------------------------------------ | ------------------------ | ---------------------- |
| 1970  | Beaucoups of Blues                   |                          | no 87                  |
| 1971  | It Don't Come Easy                   | no 4                     | no 4                   |
| 1972  | Back Off Boogaloo                    | no 2                     | no 9                   |
| 1973  | Photograph                           | no 8                     | no 1                   |
| 1973  | You're Sixteen                       | no 4                     | no 1                   |
| 1973  | Oh My My                             | —                        | no 5                   |
| 1974  | Only You (And You Alone)             | no 28                    | no 6                   |
| 1975  | No No Song                           |                          | no 3                   |
| 1975  | Snokeroo                             | —                        |                        |
| 1975  | It's All Down to Goodnight Vienna    |                          | no 31                  |
| 1976  | A Dose of Rock 'n' Roll              | —                        | no 26                  |
| 1976  | Hey! Baby                            | —                        | no 74                  |
| 1977  | Drowning in the Sea of Love          | —                        | —                      |
| 1977  | Wings                                |                          | —                      |
| 1978  | Tonight                              | —                        |                        |
| 1978  | Lipstick Traces (On a Cigarette)     | —                        | —                      |
| 1978  | Heart on My Sleeve                   |                          | —                      |
| 1981  | Wrack My Brain                       | —                        | no 38                  |
| 1982  | Private Property                     |                          | —                      |
| 1992  | Weight of the World                  | no 74                    | —                      |
| 1998  | La De Da                             |                          | —                      |
| 1999  | Come On Christmas, Christmas Come On |                          | —                      |
| 2003  | Never Without You                    |                          | —                      |
| 2005  | Fading In and Fading Out             |                          | —                      |
| 2008  | Liverpool 8                          | no 99                    | —                      |
| 2009  | Walk With You                        | —                        | —                      |
| 2012  | Wings                                | —                        | —                      |
| 2015  | Postcards from Paradise              | —                        | —                      |
| 2017  | Give More Love                       | —                        | —                      |
| 2017  | We're on the Road Again              | —                        | —                      |
| 2017  | So Wrong for So Long                 | —                        | —                      |
| 2017  | Standing Still                       | —                        | —                      |
| 2019  | What's My Name                       | —                        | —                      |

## E.P.
Durant le confinement dû à la pandémie de Covid-19, Ringo Starr a commencé à produire des E.P. chez lui dans son studio.
| Année | E.P.                  | Classements britanniques | Classements américains |
| ----- | --------------------- | ------------------------ | ---------------------- |
| 2021  | Zoom In (en)          | —                        | —                      |
| 2021  | Change the World (en) | —                        | —                      |
| 2022  | EP3 (en)              | —                        | —                      |
| 2023  | Rewind Forward (en)   | —                        | —                      |
| 2024  | Crooked Boy (en)      | —                        | —                      |

## Collaborations
Avec les membres de Beatles
- 1968 : Wonderwall Music de George Harrison
- 1970 : John Lennon/Plastic Ono Band de John Lennon
- 1970 : All Things Must Pass de George Harrison
- 1972 : The Concert for Bangladesh de George Harrison
- 1973 : Living in the Material World de George Harrison
- 1974 : Dark Horse de George Harrison
- 1974 : Extra Texture (Read All About It) de George Harrison - Joue sur This Guitar (Can't Keep from Crying) de la réédition 2014.
- 1981 : Somewhere in England de George Harrison - Joue sur All Those Years Ago avec Paul & Linda McCartney et Denny Laine.
- 1982 : Tug of War de Paul McCartney - Joue sur 3 chansons.
- 1984 : Pipes of Peace de Paul McCartney - Joue sur 2 chansons.
- 1984 : Give My Regards to Broad Street de Paul McCartney - Joue sur 7 chansons.
- 1987 : Cloud Nine de George Harrison
- 1997 : Flaming Pie de Paul McCartney

Autres
- 1969 : Is This What You Want? de Jackie Lomax - Avec George Harrison, Eric Clapton, Paul McCartney, Leon Russell, Billy Preston, etc.
- 1970 : Encouraging Words de Billy Preston - Produit par George Harrison et Billy Preston.
- 1970 : Doris Troy de Doris Troy - Avec George Harrison, Eric Clapton, Billy Preston, Leon Russell, Klaus Voormann,  Alan White, etc.
- 1970 : Yoko Ono/Plastic Ono Band de Yoko Ono
- 1970 : The Point! de Harry Nilsson
- 1971 : The London Howlin' Wolf Sessions de Howlin' Wolf - Joue sur I Ain't Superstitious et sur deux chansons ajoutées en bonus à la réédition de 2003. Avec Eric Clapton, Charlie Watts, Bill Wyman, Steve Winwood, Klaus Voormann, etc.
- 1971 : Fly de Yoko Ono - Joue sur Don't Worry, Kyoko.
- 1972 : Son of Schmilsson de Harry Nilsson - Avec Nicky Hopkins, Peter Frampton, George Harrison, Chris Spedding, etc.
- 1973 : Brother de Lon & Derrek Van Eaton - Avec George Harrison qui produit l'album.
- 1974 : Son of Dracula de Harry Nilsson
- 1974 : Pussy Cats de Harry Nilsson - Produit par John Lennon.
- 1975 : Duit on Mon Dei de Harry Nilsson
- 1978 : The Last Waltz de The Band - Avec Neil Young, Neil Diamond, Van Morrison, Ron Wood, etc.
- 1979 : Troublemaker de Ian McLagan - Sur Hold On - Avec Ronnie Wood, Keith Richards, Stanley Clarke, Bobby Keys, etc.
- 1980 : Flash Harry de Harry Nilsson.
- 1994 : Wildflowers de Tom Petty and the Heartbreakers - Batterie sur To Find a Friend
- 1996 : Go Cat Go! de Carl Perkins - Chante sur Honey Don't
- 1996 : She's the One des Heartbreakers. Bande Sonore du film.
- 2002 : Concert for George - Artistes variés - Concert hommage conçu par Eric Clapton et Jeff Lynne à la mémoire de George Harrison.
- 2005 : Here Comes Trouble de Ian McLagan - Sur Hold On - Compilation
- 2006 : Last Man Standing de Jerry Lee Lewis - Sur Sweet Little Sixteen.
- 2010 : Mean Old Man de Jerry Lee Lewis - Sur Roll Over Beethoven.
- 2022 : Brother Johnny de Edgar Winter - Sur Stranger avec Michael McDonald et Joe Walsh.

### Sources des ventes de disques et classements
- Graham Calkin's Beatles Pages
- The Official Charts (Royaume-Uni)
- Allmusic (États-Unis)

### Autres sources
1. ↑  Bill Harry 2004, p. 311 - 312
2. ↑  François Plassat 2011, p. 40
3. ↑  Daniel Ichbiah 2009, p. 254 - 255
4. ↑  François Plassat 2011, p. 56
5. ↑  Bill Harry 2004, p. 295
6. ↑  François Plassat 2011, p. 62
7. ↑  Bill Harry 2004, p. 294
8. ↑  François Plassat 2011, p. 71
9. ↑  Bill Harry 2004, p. 326 - 327
10. ↑  François Plassat 2011, p. 79
11. ↑  Bill Harry 2004, p. 260 - 261
12. ↑  François Plassat 2011, p. 83
13. ↑  Bill Harry 2004, p. 334 - 335
14. ↑  François Plassat 2011, p. 118
15. ↑  Bill Harry 2004, p. 220
16. ↑  Bill Harry 2004, p. 283 - 288
17. ↑  François Plassat 2011, p. 139
18. ↑  François Plassat 2011, p. 151
19. ↑  François Plassat 2011, p. 157
20. ↑  (en) Buddy Iahn, « Ringo Starr makes history with ‘Look Up’ », The Music Universe,‎ 24 janvier 2025 (lire en ligne, consulté le 7 juin 2025).
21. ↑  Bill Harry 2004, p. 87 - 88
22. ↑  François Plassat 2011, p. 93
23. 1 2  François Plassat 2011, p. 150
24. ↑  (en) Stephen Thomas Erlewine, « 5.1: The Surround Sound Collection », AllMusic. Consulté le 3 janvier 2012
25. ↑  François Plassat 2011, p. 127
26. ↑  François Plassat 2011, p. 66
27. ↑  Bill Harry 2004, p. 7
28. ↑  François Plassat 2011, p. 130
29. ↑  François Plassat 2011, p. 152
30. ↑  Bill Harry 2004, p. 8
31. ↑  Bill Harry 2004, p. 358 - 359
32. ↑  Bill Harry 2004, p. 309 - 310
33. ↑  François Plassat 2011, p. 69
34. ↑  Bill Harry 2004, p. 83
35. ↑  François Plassat 2011, p. 44
36. ↑  Bill Harry 2004, p. 14
37. ↑  François Plassat 2011, p. 57
38. ↑  Bill Harry 2004, p. 260
39. ↑  Bill Harry 2004, p. 262
40. ↑  Bill Harry 2004, p. 257
41. ↑  (en) « Ringo Starr Billboard Singles », AllMusic. Consulté le 4 janvier 2012
42. ↑  (en) « Ringo Starr », Charts Stats. Consulté le 4 janvier 2012
43. ↑  Téléchargement uniquement
44. ↑  Nouvelle version
45. ↑  (en) Anna Rose, « Ringo Starr announces new EP ‘Change the World’, releases lead track », NME,‎ 14 août 2021 (lire en ligne, consulté le 24 septembre 2021).